# Antonio Colocci
Antonio Colocci (Jesi, 25 settembre 1821 – Jesi, 4 aprile 1908) è stato un politico italiano.

## Biografia
Discendente dell'antica famiglia dei Marchesi Colocci di Jesi, si sposò con Enrichetta Vespucci, ultima discendente di Amerigo Vespucci. Da lei ebbe due figli: Amerigo Adriano Colocci, nato nel 1855, anche lui eletto deputato del Regno nella XVII legislatura e Cristina, nata nel 1854.
A causa della partecipazione alla seconda guerra di Indipendenza all'impresa dei Mille e al plebiscito di annessione delle Marche al regno sabaudo rimase diversi mesi lontano da casa e questa separazione mando' in crisi il rapporto con la moglie che avrebbe voluto non occuparsi soltanto dei figli, ma essere più partecipe della vita politica di Antonio, come dimostra il loro carteggio conservato dalla figlia e pubblicato di recente (Fare l'Italia e disfare la famiglia: I Colocci Vespucci (1831-1867)
books.google.it › books
Barbara Montesi · 2020 · Anteprima · Altre edizioni
... Antonio, scrivimi presto e procura di trattenerti un poco più a lungo con tua moglie. I bambini ti abbracciano, e ti mandano tanti baci. Rammentati qualche volta della tua aff. Moglie .
https://books.google.it/books?id=tO8CEAAAQBAJ&pg=PA180&dq=enrichetta+Vespucci+separazione&hl=it&newbks=1&newbks_redir=0&source=gb_mobile_search&sa=X&ved=2ahUKEwig-pioh9aGAxVChv0HHb7LD4QQ6AF6BAgHEAM
Enrichetta Vespucci ufficialmente era la sorella, ma in realtà era la figlia di Elena Vespucci (1804-1866) nobile fiorentina dalla vita molto avventurosa che però dai carteggi con il genero sembra più tradizionalista di idee di come uno se la aspetterebbe... Comunque Enrichetta si aspettava che il marito la coinvolgesse nelle sue iniziative patriottiche...
In un'epoca cui le donne cominciavano a partecipare in prima persona alle battaglie risorgimentali... Al di là di Anita Garibaldi pensate anche ad una omonima della Vespucci Enrichetta Di Lorenzo Pisacane che soccorreva i feriti sul campo di battaglia (in una lettera del 1851 al fratello di Carlo gli scrisse che era un'ingiustizia che le negassero il visto di ingresso nel regno di Napoli perché nel 1849 durante la battaglia di Velletri lei aveva soccorso tutti borbonici e repubblicani), ma anche a Rosalie Montmasson la moglie di Crispi partita da Quarto con i mille di Garibaldi)
Fu eletto deputato all'Assemblea costituente della Repubblica Romana per il mandamento di Jesi.
Fu eletto deputato alla Camera del Regno nell'VIII e IX legislatura per il collegio di Jesi.
Fu nominato senatore del regno d'Italia il 16 marzo 1879 nella XIII legislatura.